# Friedrich Wilhelm Gotter
Friedrich Wilhelm Gotter (født 3. september 1746 i Gotha, død 18. marts 1797 sammesteds) var en tysk digter.
Gotter studerede jura i Göttingen, men følte sig samtidig draget mod europæisk litteratur, særlig tidens dramatikere, og da han omtrent samtidig lærte den store skuespiller Ekhof at kende, voksede hans begejstring for teatret og
alt, hvad dets var. Han skrev selv nogle dramatiske forsøg og ledede et dilettantteater. I sin fødeby blev han ansat som underarkivar, fungerede senere som legationssekretær i Wetzlar, men da denne bane ikke tilfredsstillede ham, vendte han tilbage til Göttingen, hvor han sammen med Boie blev udgiver af den første tyske Musenalmanach (1769). 
Men han havde uro og vandrelyst i blodet og kom i årene 1770—72 tilbage til Wetzlar, hvor han lærte Goethe og den unge Jerusalem at kende. Han slog sig nu ned i sin fødeby, hvor han som geheimesekretær levede for sin af franske forbilleder
prægede digtning: operatekster, lystspil og skuespil, af hvilke melodramaet Medea (1775), som Benda satte i musik, især er blevet bekendt. Hans Gedichte udkom samlede i to bind (Gotha) 1787—88, hvortil der efter hans død føjedes et
supplement.